# Guanta (municipalité)
Pour les articles homonymes, voir Guanta.
Guanta est l'une des vingt-et-une municipalités de l'État d'Anzoátegui au Venezuela. Son chef-lieu est Guanta. En 2011, la population s'élève à 30 891 habitants.

## Géographie

### Subdivisions
Depuis le 27 juin 1995, la municipalité possède une seule paroisse civile et une parroquia capital, traduite ici par « capitale » (en italiques et suivie d'une astérisque) avec, chacune à sa tête, une capitale (entre parenthèses) :
- Capitale Guanta * (Guanta) ;
- Chorrerón (Pertigalete).